# Louis Desseaux
Pour les articles homonymes, voir Desseaux.
Louis-Philippe Desseaux est un homme politique français né le 6 décembre 1798 à Honfleur et mort le 3 avril 1881 à Paris.

## Biographie
Avocat à Rouen, il est plusieurs fois élu bâtonnier. Il est nommé par le Gouvernement provisoire de 1848 premier avocat général à la cour d'appel de Rouen, puis procureur général, fonction vacante depuis l'élection de son prédécesseur Jules Senard comme député. Il est révoqué le 10 juillet 1849 après l'élection présidentielle de décembre 1848. Il reprend alors sa fonction d'avocat à Rouen. 
Il est député de Seine-Maritime de 1869 à 1870, siégeant dans l'opposition de gauche. Le 4 septembre 1870, il est nommé préfet de Seine-Maritime par le Gouvernement de la Défense nationale. 
Le 10 janvier 1871, les Prussiens le remplacent par Étienne Nétien, maire de Rouen, et le gouvernement français nomme Sadi Carnot comme son successeur. 
Il échoue aux élections sénatoriales de janvier 1876. Il est député de Seine-Maritime de 1876 à 1881, siégeant au groupe de la Gauche républicaine. Il est l'un des 363 qui refusent la confiance au gouvernement de Broglie, le 16 mai 1877.
Il est initié en franc-maçonnerie dans sa jeunesse à la loge maçonnique « La Persevérance » à Rouen, le 17 juillet 1822. Loge récente et formée principalement de notables et de commerçants rouennais. Officier de l'atelier pour vénérable maitre en 1835, il la dirige régulièrement pendant 20 ans. Il est élu conseiller de l'ordre en 1831. Son engagement tant dans la maçonnerie que dans la société lui vaut les hommages des francs-maçons rouennais lors de la célébration de son cinquantenaire maçonnique organisé en son honneur.
Ses obsèques ont lieu à l'abbaye Saint-Ouen de Rouen et il est inhumé au cimetière monumental de Rouen (carré E2). Un monument avec un buste en bronze dû au sculpteur Alphonse Guilloux y est élevé par souscription en 1882.

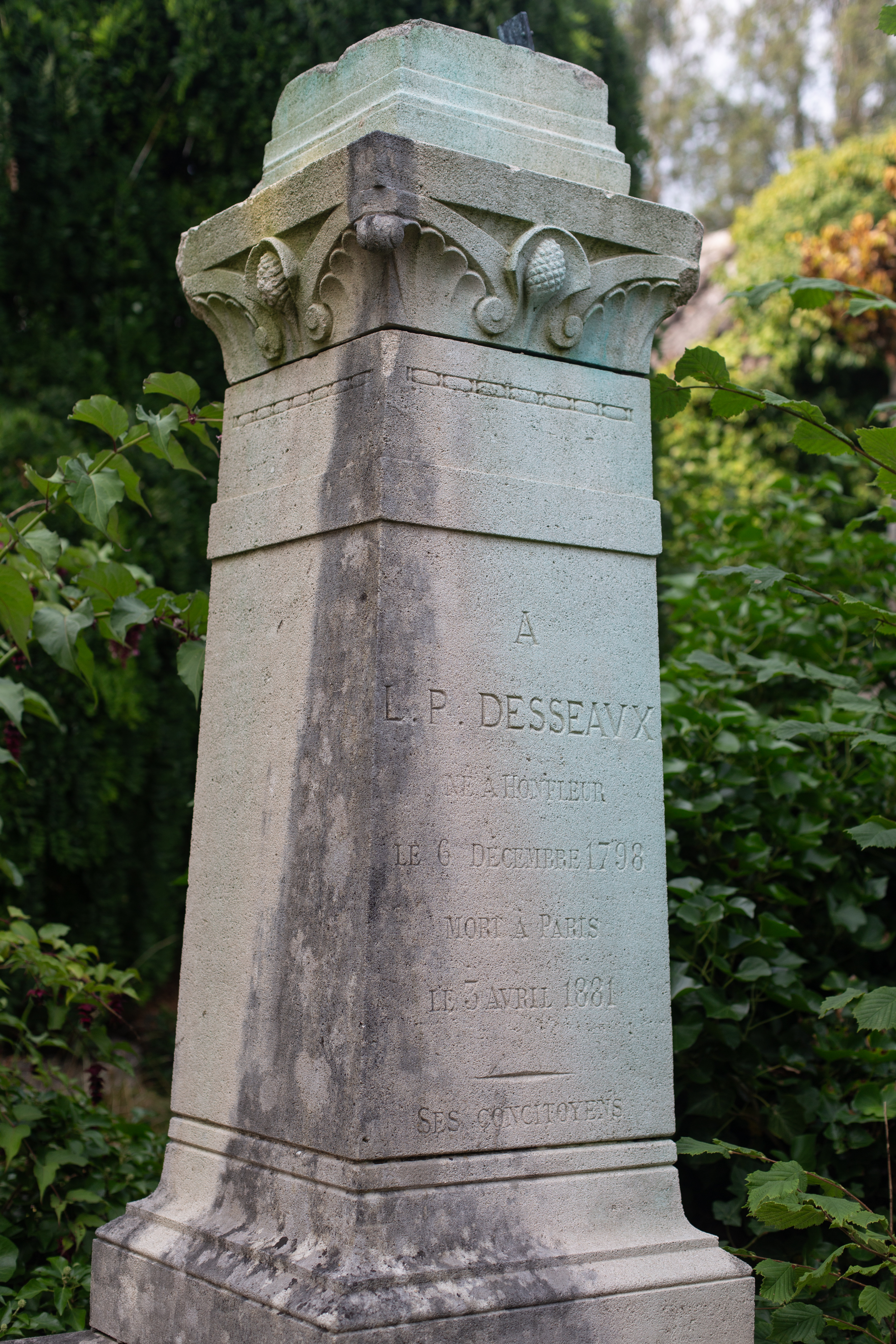
Sépulture de Louis Desseaux (1882).